# Trochosa gunturensis
Trochosa gunturensis är en spindelart som beskrevs av Patel och C. Adinarayana Reddy 1993. Trochosa gunturensis ingår i släktet Trochosa och familjen vargspindlar. Inga underarter finns listade i Catalogue of Life.